# Ascherslebener See

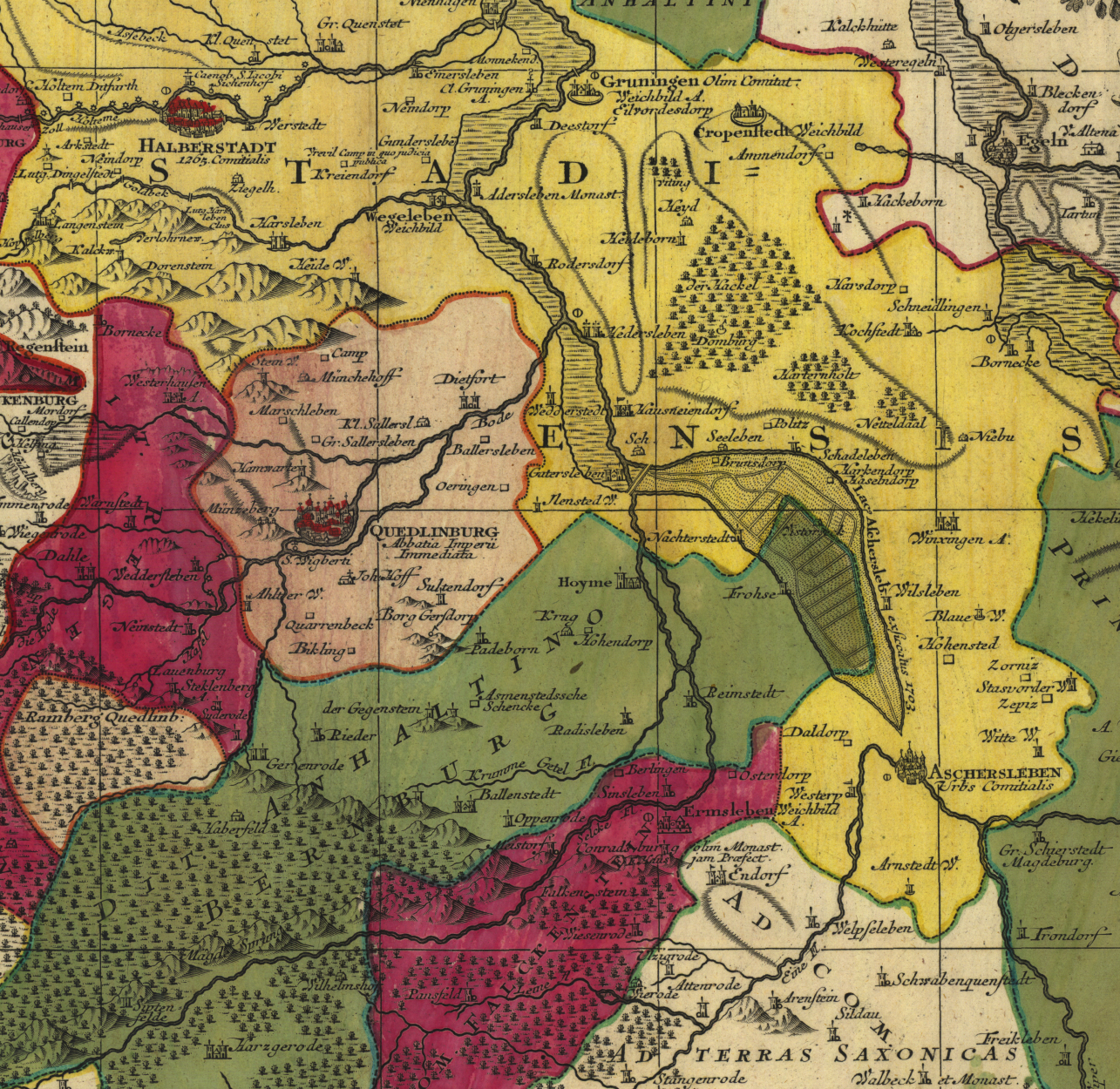
Darstellung des Ascherslebener Sees in einer Karte von 1734

Der Ascherslebener See oder Gaterslebener See (auch als Aschersleber See bzw. Gatersleber See bezeichnet) war ein ausgedehnter See in einem Senkengebiet im Harzvorland. Der See wurde ab 1703 trockengelegt. Auf dem Gebiet des ehemaligen Sees befinden sich heute mehrere durch Braunkohlebergbau entstandene Seen: der Concordiasee und der Königsauer See (welche gemeinsam das Harzer Seeland bilden) sowie der Wilslebener See (dieser befindet sich auf dem Stadtgebiet von Aschersleben und wird deshalb inoffiziell auch als Ascherslebener See bezeichnet).

## Geschichte
Vor Beginn unserer Zeitrechnung lag nordwestlich von Aschersleben eine weite Wasserfläche, die bis Gatersleben und kurz vor Quedlinburg reichte und aus deren sumpfiger Oberfläche Inseln und Halbinseln herausragten. Durch den Fisch- und Wildreichtum, sowie das zahlreich vorhandene Schilf an den Ufern des Sees, wurden vor Jahrtausenden Siedler an den See gelockt.

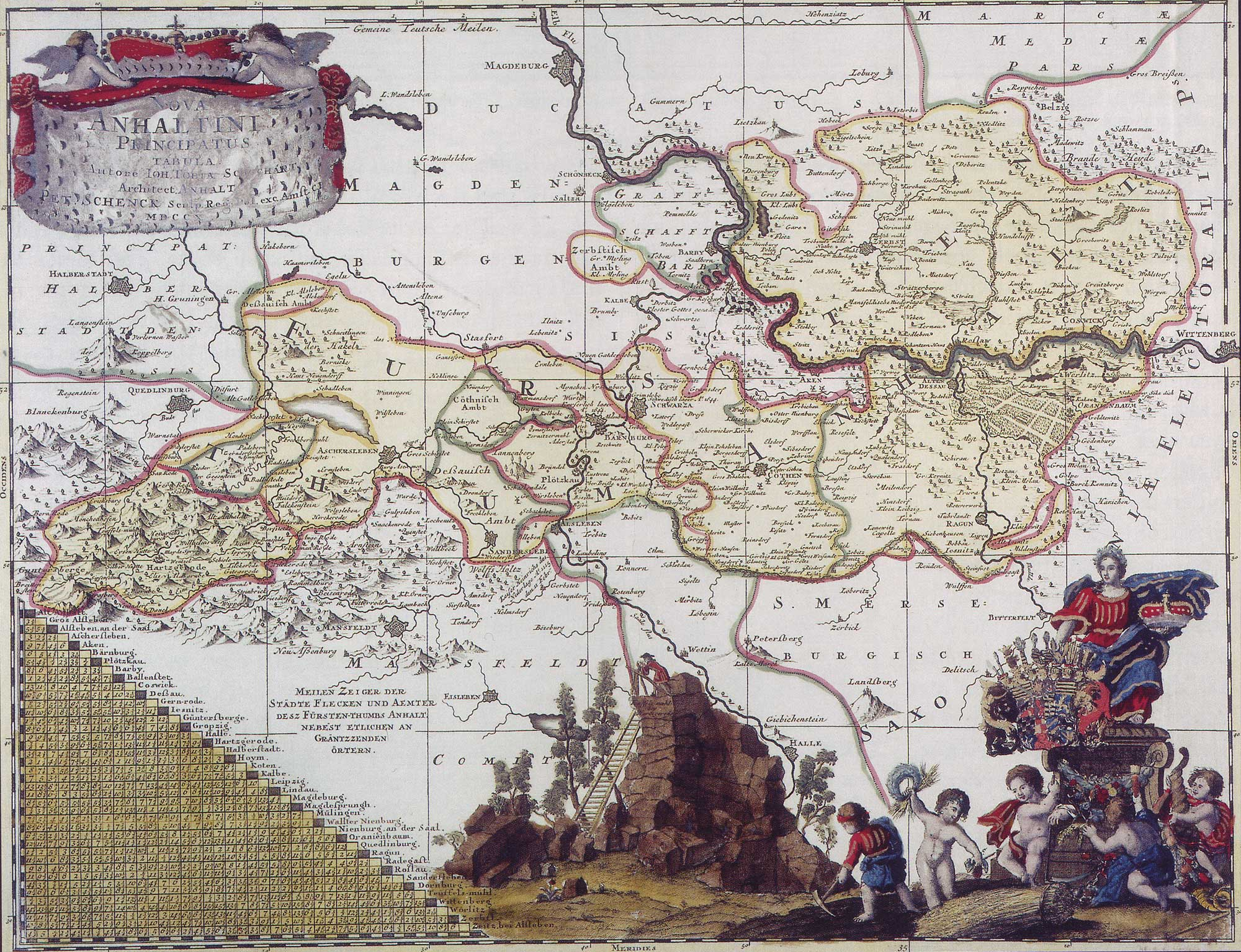
Die Grafschaft Anhalt, Karte von Peter Schenk (1710)

Die im Laufe der Zeit immer mehr zunehmende Verschlammung des Sees bewog den Bischof Burchard von Halberstadt 1446 „die See“ mit frischem Wasser zu füllen. Er ließ in der Nähe Gaterslebens einen hohen Wall errichten und leitete so das Wasser der Selke in das Seebecken. Das Ziel des Bischofs war durch diese Maßnahme den zahlreich um den See liegenden Klöstern jederzeit die beliebte Fastenspeise Fisch zuzuführen. Es wurden dadurch aber große Landbereiche dem Wasser geopfert, unter anderem auch die Dörfer Haselndorf (mit Kloster) und Hargersdorf. Das Recht des Fischfangs auf dem Ascherslebener Gebiet stand dem Rate in Aschersleben zu. Jahrhundertelang blühte so der Fischhandel in Aschersleben und Umgebung.
Dennoch gab es einen jahrelangen Streit um die Fischereirechte am See, indem die Äbtissin des Stifts Gernrode Elisabeth von Weida eine entscheidende Rolle spielte. Als aus dem neuen See Nutzen gezogen werden sollte, beanspruchten das Bistum Halberstadt und das Stift Gernrode jeweils für sich die Fischereirechte. Die Halberstädter führten an, dass sie den See regeneriert hätten, wohingegen die Gernröder anführten, dass der See zu großen Teilen auf Flächen des Stiftes Frose liege und der Äbtissin von Gernrode die Aufsicht zustehe. Darüber hinaus beschwerte sich Frose bei der Äbtissin wegen der durch den See überschwemmten Stiftsäcker und Wiesen. Am 20. Dezember 1510 wurde der Vergleich geschlossen. Die Äbtissin verzichtete auf alle Rechte an dem See zu Gunsten des Bischofs von Halberstadt und des Rates der Stadt Aschersleben.

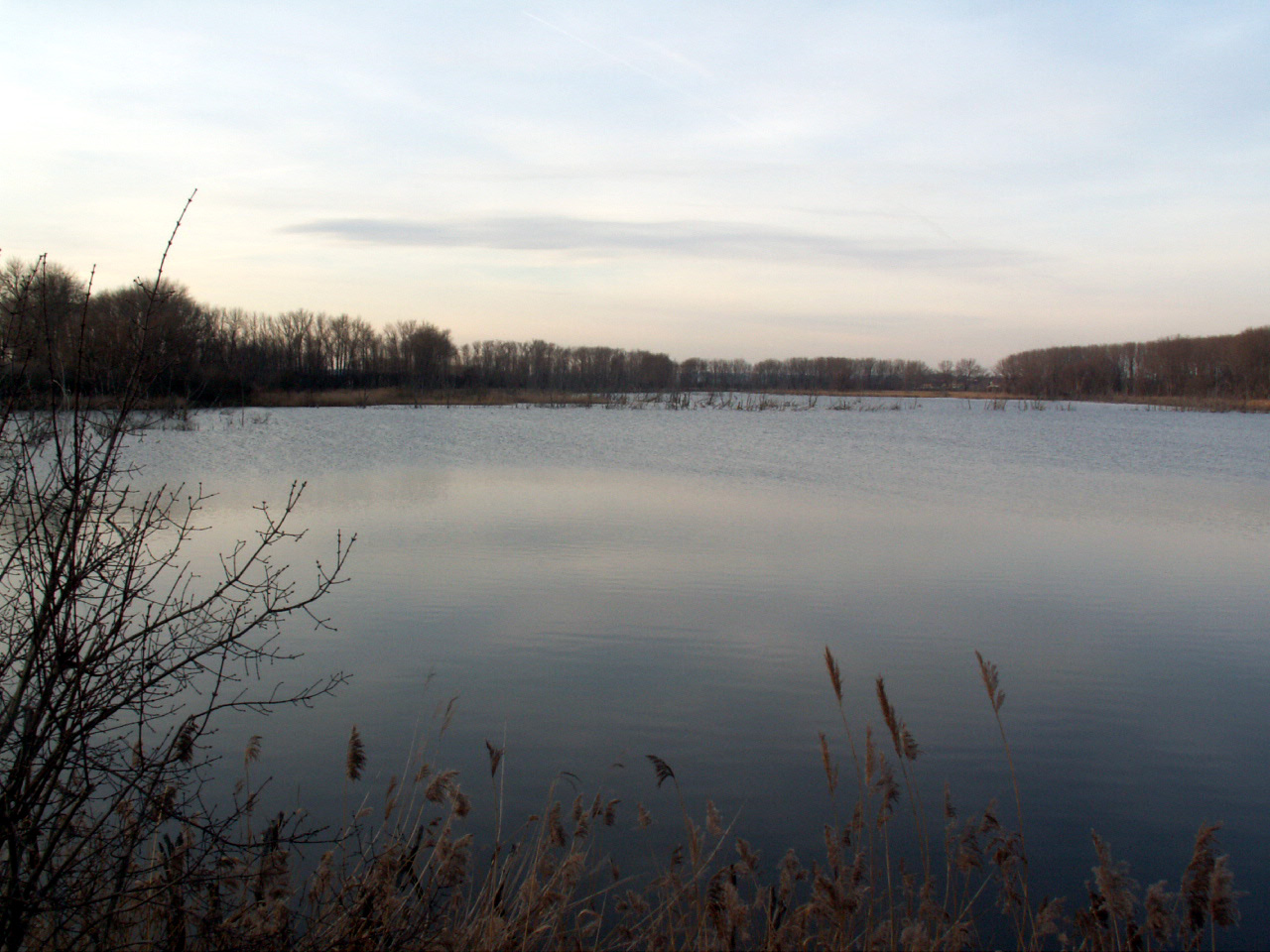
Am Wilslebener See

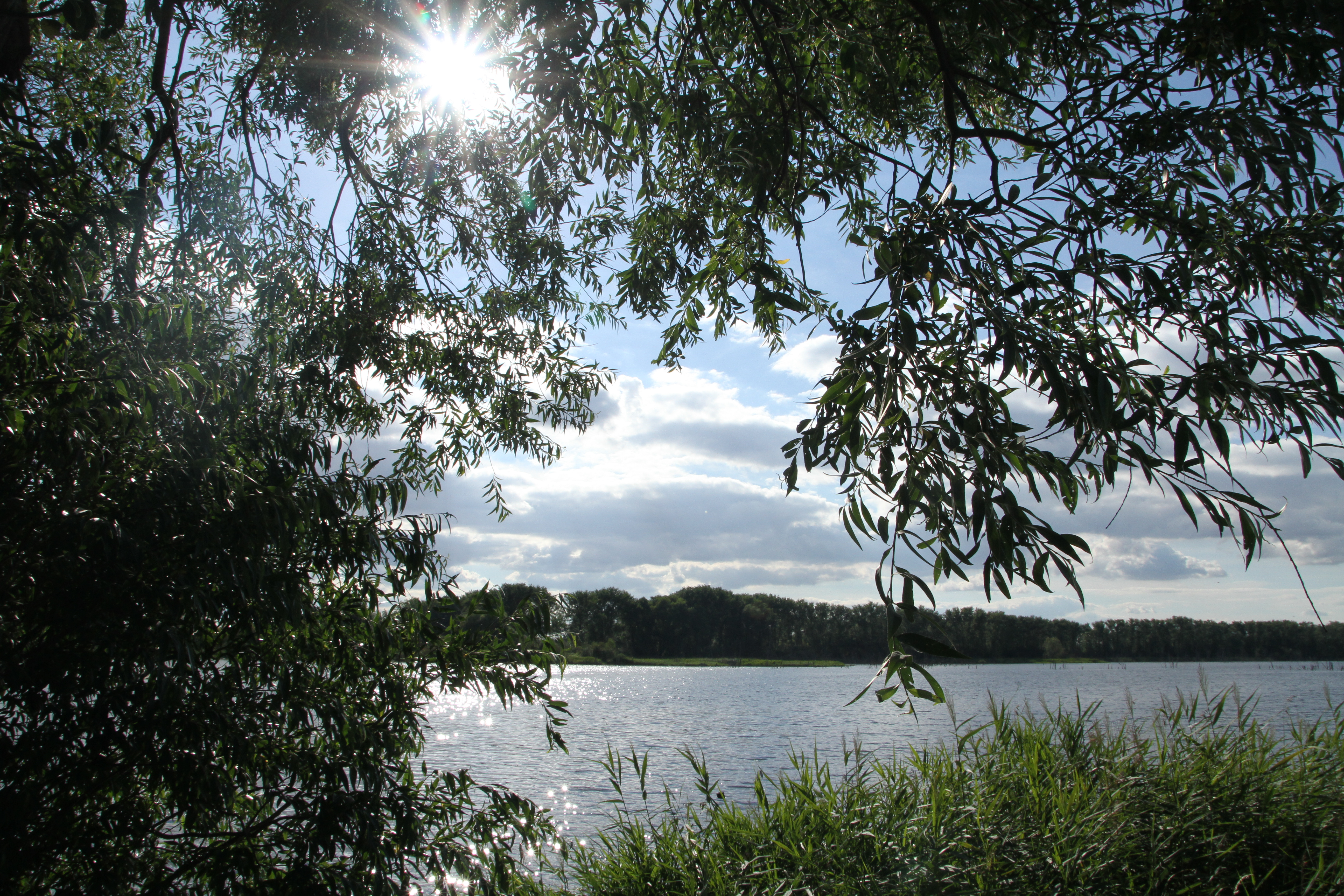
Am Wilslebener See

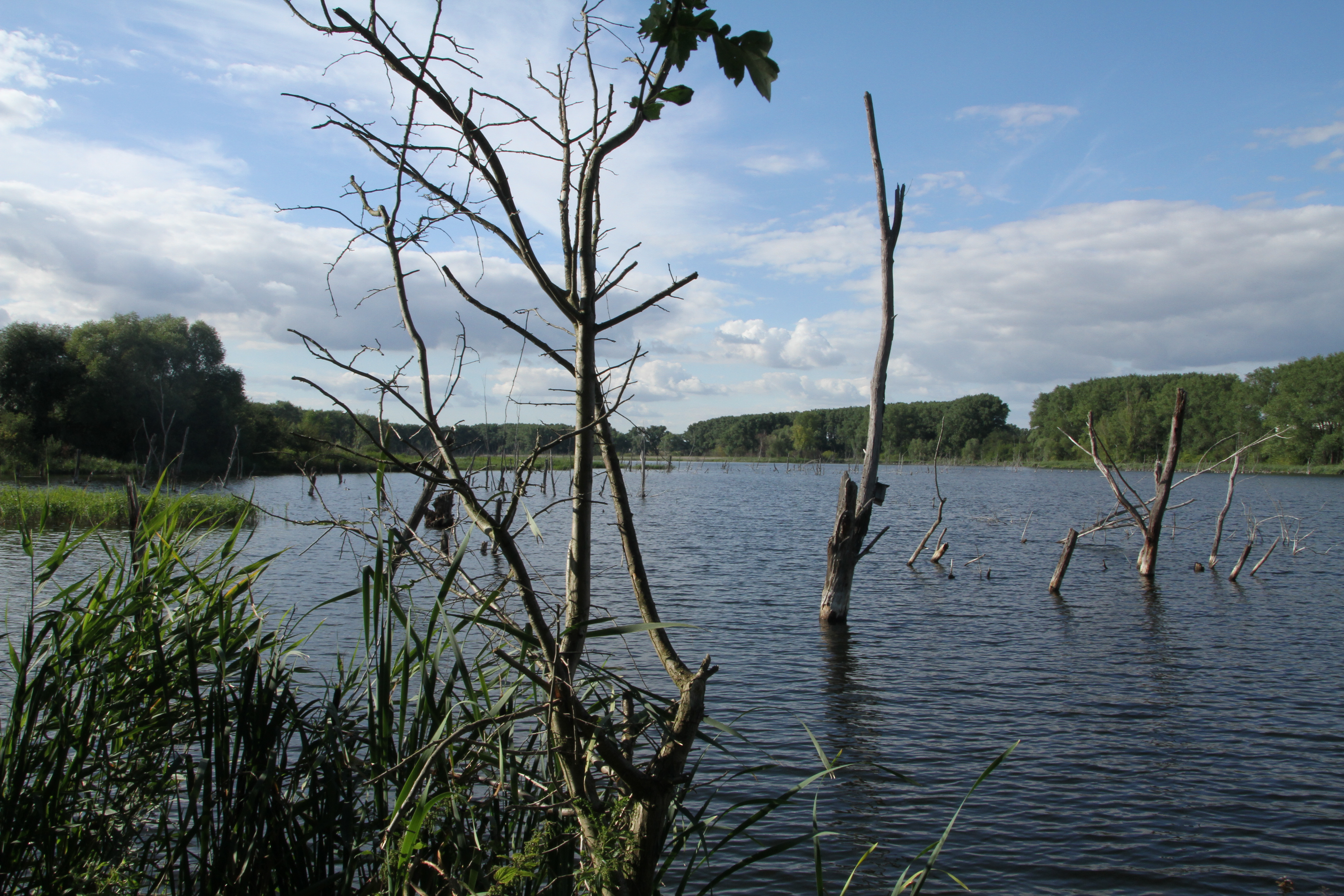
Am Wilslebener See

Um 1700 war dem preußischen König Friedrich I. der Vorschlag unterbreitet worden, das Wasser des Sees abzulassen und dadurch große Strecken fruchtbaren Landes zu gewinnen. Der König befahl trotz massiven Widerstandes aus Aschersleben die Trockenlegung des Sees. Im Jahre 1703 begann man mit der Ableitung des Sees auf Gaterslebener Seite und zwei Jahre später auf Ascherslebener Seite. Der Ascherslebener Rat musste die Kosten dafür übernehmen. Im Jahr 1709 war das Land durch Entwässerungsgräben urbar gemacht. Bei der anstehenden Verteilung des Landes wurde der Stadt Aschersleben kaum ein Viertel des ihr zustehenden Gebietes übertragen. In jener Zeit entstanden auch die Orte Friedrichsaue und Königsaue, die zu Ehren des Königs ihre Namen erhielten. Ein Teil der Seeländereien ist lange Zeit hindurch zur Torfgewinnung benutzt worden.
Nach der Entdeckung von Braunkohlenvorkommen im Raum Aschersleben durch Hugo Sholto Graf von Douglas wurde der Braunkohlenabbau im Tiefbau in der Grube Georg im Jahre 1828 begonnen. Durch die erforderlichen Wasserhaltungsmaßnahmen erfolgte entsprechend der Tagebauentwicklung eine weiträumige Absenkung des Grundwassers. So kam es des Öfteren während des Abbaus der Braunkohle zu Wassereinbrüchen in die Stollen, da der Grundwasserspiegel auf die Stollen drückte. Im Jahre 1920 endete der Ascherslebener Braunkohlenbergbau durch Einsturz der Tiefbauhohlräume, der Grundwasserspiegel stieg wieder und es entstand der Wilslebener See.
In den Jahren 1928 und später dann 1964 mussten die Orte Nachterstedt und Königsaue teilweise oder ganz dem Kohleabbau weichen.
Auf dem Gebiet des großen Ascherslebener Sees entstanden durch Flutung zweier Tagebaurestlöcher seit 1996 der Concordiasee bei Nachterstedt und der kleinere Königsauer See.

## Name des Sees
Sowohl die Benennung nach der Stadt Aschersleben als auch nach dem Dorf Gatersleben sind üblich. Aschersleben, am Ostende des Sees gelegen, ist die größte und (als Sitz der Askanier) historisch bedeutsamste Ortschaft in der unmittelbaren Umgebung des Sees. Bei Gatersleben am Westende des Sees, befanden sich die im 15. Jahrhundert errichteten wasserbaulichen Anlagen, welche den See wiederherstellten: der Damm und die Verbindung zur Selke.
Eine 1757 (und damit etwa 5 Jahrzehnte nach der Trockenlegung) entstandene Karte bezeichnet den See als „die Gatterslebische See“. Von der Verwendung des weiblichen Geschlechts („die See“) zeugt noch der Straßenname „Vor der See“ in der Ortschaft Frose.
In der wissenschaftlichen Literatur wird die Schreibweise „Ascherslebener“ bzw. „Gaterslebener See“ bevorzugt, siehe zum Beispiel die Monographie „Der ehemalige Ascherslebener See (Nordharzvorland) in spät- und postglazialer Zeit“ von Dietrich Mania 1967. Die Schreibweise „Ascherslebener See ( Gaterslebener See)“ findet sich so aber auch schon im Pierer’s Universal-Lexikon von 1857. Dies entspricht auch der überwiegend verwendeten Adjektivierung des Namens Aschersleben (zum Beispiel Ascherslebener Straße, Ascherslebener Maschinenbau AG, Ascherslebener Carnevalsclub, Ascherslebener Zeitung). Auch der Wilslebener See (zwischen Aschersleben und Wilsleben) folgt diesem Muster.
Für die Schreibweise „Aschersleber“ bzw. „Gatersleber See“ finden sich vereinzelte ältere Belege. In einem Pressebericht des Jahres 1938 über ein Grubenunglück ist von den „Dörfern rings um den ehemaligen Aschersleber See“ die Rede. Diese Form der Adjektivierung findet sich in Aschersleben ebenfalls (Aschersleber Kaufmannsgilde, WählerInitiative Die Aschersleber Bürger). Ein Beispiel für einen See mit dieser Schreibweise ist der Barleber See im Norden der Landeshauptstadt Magdeburg; er entstand zwischen 1928 und 1937 durch Kiesabbau und wurde nach dem Dorf Barleben benannt.